# Kamienica Ligęzów w Krakowie
Kamienica Ligęzów (znana także jako Kamienica Lupiego, Kamienica Szulcowska) – zabytkowa kamienica znajdująca się w Krakowie, w dzielnicy I przy ulicy Gołębiej 4, na Starym Mieście.

## Historia
Kamienica została wzniesiona w XIV lub XV wieku. W średniowieczu i czasach nowożytnych była własnością rodów szlacheckich i mieszczańskich. Na początku XIX wieku popadła w ruinę i została opuszczona. W latach 30. XIX wieku została wyremontowana i nadbudowana o drugie piętro przez A. Ziobrowskiego. Kamienica ucierpiała w znacznym stopniu podczas wielkiego pożaru Krakowa w 1850. Odbudowana została w latach 1857–1858 według projektu architekta Kajetana Szydłowskiego. Na początku XX wieku była siedzibą Drukarni Narodowej. W 1910 przeszła na własność Roberta Jahody, który prowadził w niej zakład introligatorski. Od 1982 do połowy lat 90. XX wieku w budynku mieścił się oddział "Oficyna Introligatorska Roberta Jahody" Muzeum Historycznego Miasta Krakowa.
2 grudnia 1982 kamienica została wpisana do rejestru zabytków. Znajduje się także w gminnej ewidencji zabytków.

## Architektura
Obecny wygląd kamienicy jest efektem odbudowy z lat 1857–1858. Ma ona trzy kondygnacje. Fasada jest czteroosiowa, o neoklasycystycznym wystroju. Parter, wsparty szkarpami, oddzielony jest od partii pięter szerokim gzymsem. Okna pierwszego piętra ozdobione są gzymsami nadokiennymi. Budynek wieńczy gzyms koronujący.